# Mission Tranin-Duverne
Die Mission Tranin-Duverne war die erste West-Ost-Durchquerung Afrikas vom Atlantik zum Roten Meer mit Kraftfahrzeugen. Sie wurde 1924/1925 von den Franzosen Edmond Tranin und Gustave Duverne mit Automobilen des Herstellers Rolland-Pilain durchgeführt.

## Hintergrund
Mehrere französische Automobilhersteller wetteiferten in den 1920er Jahren durch spektakuläre Afrika-Expeditionen um die Leistungsfähigkeit ihrer Kraftwagen. Den Anfang machte Citroën mit der Mission Haardt-Audouin-Dubreuil von 1922/1923. Renault schickte 1923/1924 die Mission Gradis ins Feld. Der Höhepunkt wurde 1924/1925 erreicht, als Citroën die zweite Mission Haardt-Audouin-Dubreuil, besser bekannt als Croisière Noire, und die Mission Courtot losschickte, Renault die Mission Delingette aufbot und Rolland-Pilain die Mission Tranin-Duverne finanzierte.

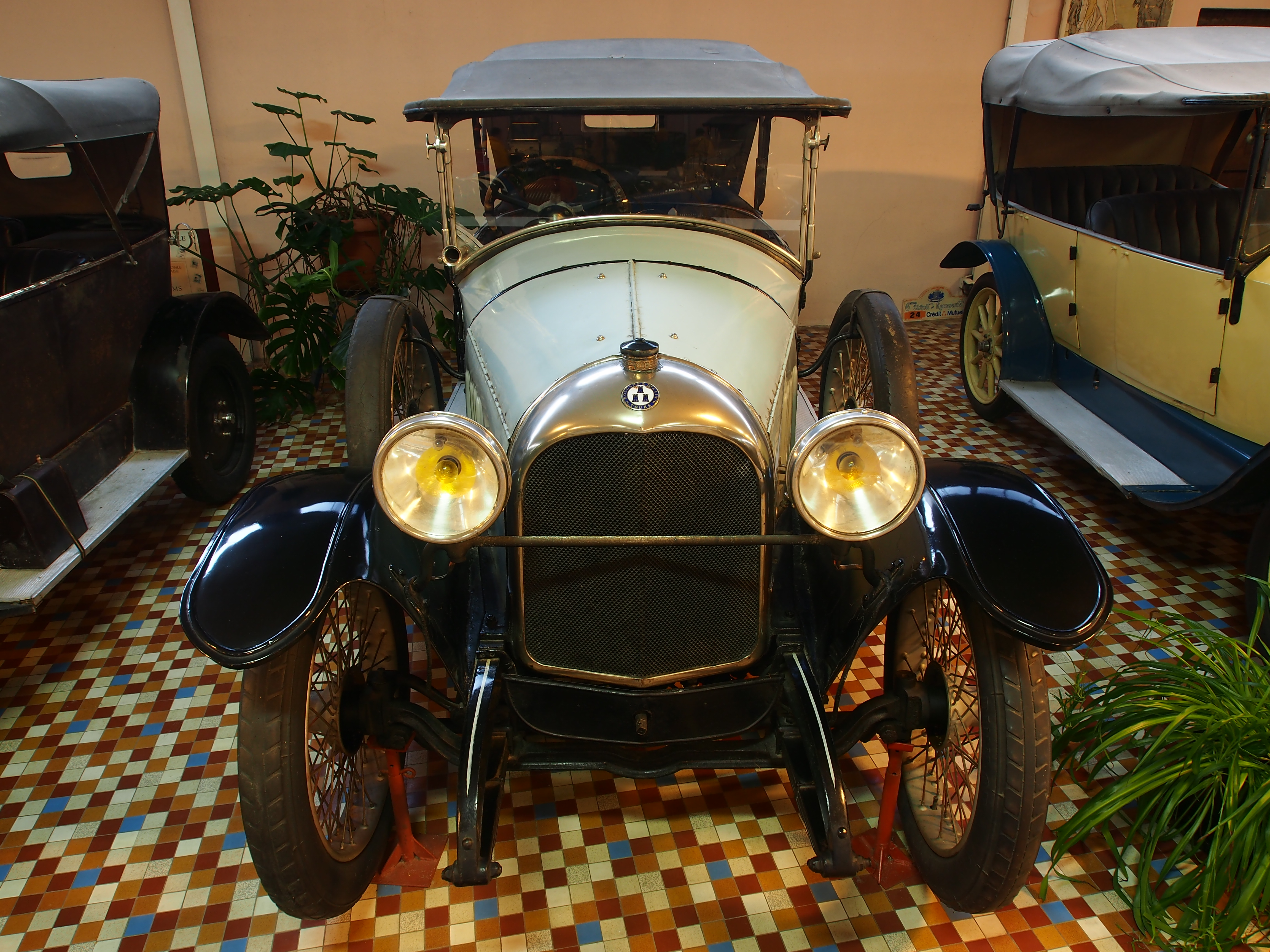
Ein Rolland-Pilain 10 CV, Baujahr 1923, im Musée automobile de Vendée

Letztere startete mit zwei Serienpersonenkraftwagen vom Typ Rolland-Pilain 10 CV, deren Motoren mit einem Spezial-Vergaser ausgestattet waren, der die Verwendung von Palmöl als Kraftstoff ermöglichte. An der Expedition beteiligte sich neben Gustave Duverne, dem späteren Firmenchef von Rolland-Pilain, der Journalist Edmond Tranin für die Tageszeitung Le Petit Parisien. Dadurch war die Mission von Beginn an stark auf die öffentlichkeitswirksame Reportage über sich selbst angelegt. Außerdem schlossen sich zwei Schweizer, die Duverne auf dem Pariser Autosalon kennengelernt hatte, der Expedition an: der Industrielle William Borle und der Rechtsanwalt Henry Vallotton.
Die Mission Tranin-Duverne wurde offiziell im Auftrag des französischen Kolonialministeriums durchgeführt. Eine symbolische politische Rolle spielte die durch die durchgängige Autofahrt geleistete Verbindung verschiedener französischer Kolonien in Afrika, die durch Kolonien anderer europäischer Staaten voneinander getrennt waren.

## Verlauf

### Französisch-Westafrika
Die vier Missionsteilnehmer brachen am 1. November 1924 in Bordeaux in Metropolitan-Frankreich auf. Sie reisten mit dem Schiff über Las Palmas, Port-Étienne und Dakar nach Konakry in der Kolonie Französisch-Guinea in Französisch-Westafrika, wo sie am 28. November ankamen und einen kurzen Aufenthalt nahmen. Von dort aus reisten sie durch das Innere von Französisch-Guinea: über die Städte Mamou und Dalaba sowie durch das Bergland Fouta Djallon bis zur Stadt Kouroussa am Fluss Niger. Dort erschwerten starke Regenfälle zunächst die Weiterreise. Am 12. Dezember wurde die Stadt Siguiri erreicht. Ein Kinobetreiber namens Ozanne hatte die Mission ab Dakar begleitet und blieb in Siguiri zurück.
Tranin, Duverne, Borle und Vallotton fuhren weiter in die Kolonie Französisch-Sudan. Deren Gouverneur Albéric Fournier empfing sie nach ihrer Ankunft in der Hauptstadt Bamako am 15. Dezember und stellte ihnen seinen eigenen Fahrzeug-Anhänger zur Verfügung, da ein für die Mission aus Metropolitan-Frankreich nachbestellter nicht angekommen war. Nach der Stadt Sikasso gelangten die Reisenden in die Stadt Bobo-Dioulasso in der französischen Kolonie Obervolta. Am 18. Dezember erreichten sie deren Hauptstadt Ouagadougou, wo sie Gäste von Gouverneur Édouard Hesling waren. In der Stadt Fada N’Gourma machten sie Filmaufnahmen.
Die nächste Etappe führte durch die französische Kolonie Niger, wo am 22. Dezember die Stadt Say erreicht wurde. Dort gelang der Mission mit einem aus der Stadt Niamey kommenden Frachtkahn die schwierige Überquerung des Niger-Flusses. Tags darauf kamen die Männer in Niamey an. Den Weihnachtsabend verbrachten sie in der Residenz des französischen Kreiskommandanten Horace Crocicchia, der alle elf sich zu diesem Zeitpunkt in der Stadt aufhaltenden Europäer eingeladen hatte. Darunter war mit dem Arzt Robert Bourgeon ein Teilnehmer der Croisière Noire von Citroën.
Die weitere Wegstrecke ab 25. Dezember wollten Tranin, Duverne, Borle und Vallotton in möglichst kurzer Zeit bewältigen. Sie fuhren in schnellem Tempo durch die Städte Dosso, Dogondoutchi, Birni-N’Konni und Madaoua, bis sie in den weiten Ebene die Orientierung verloren und fürchteten, bereits im britischen Nigeria zu sein. Ein Reiter zeigte ihnen den Weg an und über die Städte Maradi und Tessaoua gelangten sie nach Zinder, die damalige Hauptstadt der Kolonie Niger. Dort machten sie gemeinsam mit Gouverneur Léonce Jore und dessen Ehefrau einen Abstecher in die Ortschaft Mirriah. Sie hatten erfahren, dass die Mission Delingette soeben bei ihrer Nord-Süd-Durchquerung Afrikas wegen einer unerwarteten Überschwemmung in Nigeria kehrtmachen musste. Dies warf auch die Pläne der Mission Tranin-Duverne über den Haufen. Henry Vallotton und William Borle befürchten einen Misserfolg, verkauften ihr Auto an Gouverneur Jore und beschlossen sich über Nigeria zurück nach Europa einzuschiffen.

### Nigeria
In der Stadt Kano in Nigeria trennten sich am 28. Dezember ihre Wege. Tranin und Duverne setzten ihre Reise durch die britische Kolonie ohne ihre Schweizer Begleiter fort. Am 2. Januar 1925 waren sie in der Stadt Maiduguri Gäste des britischen Repräsentanten Gordon James Lethem. Tags darauf frühstückten sie im ehemaligen Palast des ein Vierteljahrhundert zuvor gefallenen Herrschers Rabih az-Zubayr in Dikwa und erreichten die Stadt Ngala. Von dort aus galten ihre Bestrebungen entlang des Flusses El Beid zum Tschadsee zu gelangen, was ihnen am 4. Januar gelang. Zum ersten Mal hatte ein Automobil das Ufer des Sees erreicht.

### Kamerun und Tschad
Die weitere Strecke führte wieder durch französische Territorien. Am 13. Januar fuhren die Expeditionsteilnehmer durch die Stadt Kousséri in der Kolonie Kamerun und kamen noch am selben Tag, nach der Überquerung des Flusses Schari mit einem Boot, in Fort-Lamy, der Hauptstadt der Kolonie Tschad, an. Dort kam es bei Gouverneur Joseph-François Reste zu einem Zusammentreffen mit Alfred Delingette, Louise Delingette und deren Mechaniker Bonneau von der Mission Delingette. Tranin und Duverne deckten sich neu mit Kraftstoff ein und gelangten am 17. Januar in die Stadt Bokoro. Die Fahrt bis zur nächsten Station, dem kleinen Posten Mongo, erwies sich als außerordentlich schwierig, da bei großer Hitze mehrere ausgetrocknete Flussläufe zu queren waren. Einige Tage später hatte die Mission ihre erste Reifenpanne seit ihrer Abfahrt. Die nächsten Stationen in der Kolonie Tschad waren die Städte Am Dam, Abéché und Adré.

### Anglo-Ägyptischer Sudan und Eritrea
Die Fahrer gelangten anschließend in den Anglo-Ägyptischen Sudan, wo sie in der Stadt al-Dschunaina am 27. Januar vom dortigen britischen Repräsentanten freundlich empfangen wurden und kurz darauf ein Treffen mit einem Sultan der Masalit hatten. Am 1. Februar kamen sie in der Stadt al-Faschir an, wo sie Reginald Arthur Bence-Pembroke, der Gouverneur von Darfur, im ehemaligen Sultanspalast unterbrachte. Die Strecke zwischen Abéché und al-Faschir, die durch vulkanisches Bergland und dichte Wälder führte, galt bis dahin als nicht mit Automobilen bewältigbar. Buschbrände und ein Sandsturm hatten die Fahrt zusätzlich erschwert. Über die Stadt an-Nahud wurde am 6. Februar die Stadt al-Ubayyid erreicht, wo sich den Reisenden die Bahnstrecke Khartum–Nyala als ein Wiedersehen mit europäischer Zivilisation darstellte. Danach ging es weiter an den Weißen Nil und in die Stadt Sannar, wo sie den sich in Bau befindlichen Sannar-Damm besichtigten. Am 13. Februar kamen Tranin und Duverne in der Stadt Khartum an. Sie übernachteten in einem Hotel und erregten als Ausländer den Argwohn der lokalen Polizei.
Nach der Stadt Kassala gelangten die Reisenden am 17. Februar in die italienische Kolonie Eritrea. Im Dorf Sabderat begrüßte sie dessen Postenleiter im Namen des italienischen Gouverneurs Jacopo Gasparini. Nach den Städten Tesseney, Agordat und Keren kam ihnen ein Automobil des Gouverneurs entgegen, das sie am 19. Februar in die Hauptstadt Asmara geleitete, wo sie mit Gouverneur Gasparini zusammentrafen. Sie schickten ein Telegramm an Benito Mussolini. Schließlich erreichten Tranin und Duverne am 21. Februar die Stadt Massaua am Roten Meer. Damit war die Verbindung zwischen dem Atlantik und dem Roten Meer geglückt.

### Französische Somaliküste
Um zuletzt wieder in einer französischen Kolonie zu sein, wollten die Männer bis nach Dschibuti in der Französischen Somaliküste gelangen. Am 24. Februar brachen sie aus Massaua auf. Als die Mission nach Wochen nicht in Dschibuti ankam und verschwunden schien, gab Kolonialminister Édouard Daladier die Anweisung ihren Verbleib zu klären. Pierre-Amable Chapon-Baissac, der Gouverneur der Französischen Somaliküste, leitete daraufhin mit Unterstützung der italienischen Kolonialverwaltung in Eritrea eine Suche in die Wege. Edmond Tranin war indessen seit längerem an schwerem Fieber erkrankt. Mit Zwischenstationen in den Städten Assab und Obock erreichten die Männer trotz dieser widrigen Umstände letztlich Dschibuti. Gouverneur Chapon-Baissac drehte mit ihnen eine Ehrenrunde durch die Stadt. Von Konakry bis Dschibuti hatten sie 14.000 Kilometer mit dem Automobil zurückgelegt. Nach der am 29. März angetretenen Rückfahrt mit dem Schiff nach Marseille gab ihnen Bürgermeister Siméon Flaissières einen großen Empfang im Rathaus.

## Nachwirkung
Gustave Duverne, Edmond Tranin und Henry Vallotton veröffentlichten jeweils Reisebeschreibungen in Buchform. Die Mission hatte ein lang andauerndes Echo in der französischen und ausländischen Presse. Der populär gewordene Reporter Tranin soll ein Vorbild für den fiktiven Reporter Tintin gewesen sein, den Titelhelden der erstmals 1929 erschienenen Comicserie von Hergé. So ist Tintin im Album Tintin au Congo ebenfalls im Automobil in Afrika unterwegs.
Von Mai 1931 bis Februar 1933 fand eine weitere West-Ost-Durchquerung Afrikas statt, die zu den bekanntesten französischen ethnographischen Expeditionen zählt: Die Mission Dakar–Dschibuti wurde von Marcel Griaule, Michel Leiris, Deborah Lifchitz, Éric Lutten, Jean Mouchet, Gaston-Louis Roux und André Schaeffner durchgeführt. Die erste West-Ost-Durchquerung Afrikas vom Atlantik zum Roten Meer mit Autos, die durch die Sahara – und damit mit einem Verlauf nördlich der Route der Mission Tranin-Duverne – führte, war die Belgische Transsahara-Expedition von 1964/1965.